# Victor Robillard
Victor Léonard Robillard (Paris, 1er août 1827 - Paris, 27 février 1893) est un compositeur et chef d'orchestre français.

## Biographie
Chef d'orchestre du Théâtre du Palais-Royal (1863-1869), on lui doit les musiques de plus de cinq cents chansons et chansonnettes populaires du XIXe siècle sur des paroles, entre autres, d'Émile Carré, Georges Dorfeuil, Charles Delange, Félix Baumaine, Charles Blondelet, Eugène de Richemont ou Marc Constantin et chantée par Jeanne Bloch, Libert etc. ainsi que des musiques de scène, des opérettes, des rondes et des quadrilles.
Sa composition la plus célèbre reste La Demoiselle de Nanterre [lire en ligne sur Gallica], écrite avec Jacques Offenbach et Isaac Strauss en 1863.
Il est inhumé au cimetière du Père-Lachaise (81e division).